# Slečna Kristýna
Slečna Kristýna je album hudební skupiny Psí vojáci. Obsahuje skladby ke stejnojmennému divadelnímu představení, které vzniklo na motiv knihy Slečna Kristýna rumunského spisovatele Mircei Eliada v brněnském studiu MARTA. Hra v režii Jana Šprincla a dramatizaci Marty Ljubkové měla premiéru 17. února 2002, samotná deska se scénickou hudbou vyšla v dubnu.
Pro Psí vojáky není hudba bez zpěvu typická, i když například na předchozím albu U sousedů vyje pes se také několik čistě instrumentálních skladeb objevilo. Ovšem hudbu k divadlu už si Psí vojáci (respektive Filip Topol a David Skála) zkusili, například v roce 1994 v Čechovově hře Racek v Divadle Na zábradlí.

## Seznam písní
1. Na statku, pokoj slečny Kristýny. Obraz 1 – 01:36
2. Večeře na statku. Obraz 2 – 01:35
3. První strach. Obraz 3 – 02:32
4. Setkání v salónu. Obraz 4 – 01:57
5. U obrazu. Obraz 5 – 01:13
6. Odchod ze salónu. Obraz 5a – 00:14
7. Zase strach. Obraz 6 – 00:19
8. Zase strach – variace. Obraz 6a – 00:59
9. Ženy v domě. Obraz 7 – 01:15
10. Ten dům je blázinec. Obraz 8 – 01:24
11. První vrchol. Obraz 9 – 02:02
12. Nemoc. Obraz 10 – 01:47
13. Prsten. Obraz 11 – 01:08
14. O slečně Kristýně se Simonou. Obraz 12 – 01:39
15. Příjezd doktora. Obraz 13 – 01:01
16. Sanda jde za slečnou Kristýnou. Obraz 13a – 01:05
17. Záchrana. Obraz 14 – 01:04
18. Další šílený sen. Obraz 15 – 01:14
19. Simina je Kristýna? Obraz 16 – 01:16
20. Simina je Kristýna? – variace. Obraz 16a – 00:41
21. Není úniku. Obraz 17 – 01:47
22. Kristýna potřetí. Obraz 18 – 02:03
23. Nazarie a Simona. Obraz 19 – 01:59
24. Sanda v okně. Obraz 20 – 01:03
25. Srdce. Obraz 21 – 02:13
26. Úplně sám. Obraz 22 – 01:48
27. Činel – 00:35

## Složení

### Psí vojáci
- Filip Topol – klavír, klarinety, smyčce
- David Skála – bicí nástroje
- Luděk Horký – basová kytara